# Pete Parada
Peter "Pete" Parada, född 9 juli 1974 i Arkport, är en amerikansk musiker som för närvarande är trumslagare i The Defiant. Parada har även samarbetat med The Offspring, Steel Prophet, Engine, Ali Handel, Halford, Reed Black, Jackson United, Alkaline Trio, Death Valley High, Armed for Apocalypse, Hot Mess, Devo, Oceanography och Pool.

## Musikkarriär
Parada gick med i punkrockbandet Face to Face 1998 och medverkade på fyra av bandets album: Ignorance is Bliss, Standards & Practices, Reactionary och How to Ruin Everything. Face to Face tog sedan ett uppehåll 2004, men när bandet återförenades 2008 hade Parada ersatts av Danny Thompson. 
I juli 2002 anslöt Parada till emobandet Saves the Day, med vilka han spelade två album: In Reverie och Sound the Alarm. 
Den 28 mars 2007 lämnade han Saves the Day och den 27 juli samma år gick han istället med i punkrockbandet The Offspring. Parada ersatte den tidigare trumslagaren Atom Willard, men Parada medverkande inte på inspelningen av The Offsprings album Rise and Fall, Rage and Grace som släpptes 2008. Istället var det trumslagaren Josh Freese som medverkade på studioinspelningen och även delar av nästkommande album Days Go By som släpptes 2012. Parada spelade på fyra av albumets låtar: "Turning Into You", "Dirty Magic", "Dividing By Zero" och "Slim Pickens Does the Right Thing and Rides the Bomb to Hell". Det första The Offspring-album som Parada medverkade till fullo på var EP:n Summer Nationals som släpptes 2014.
I början av augusti 2021 meddelade Parada att han inte skulle medverka under The Offsprings kommande turné, i och med att han inte var vaccinerad mot covid-19. Parada lider av Guillain-Barrés syndrom, en akut autoimmun polyneuropati, vilket gjorde honom motvillig till att ta vaccinet mot covid-19 då några av vaccinen tros kunna utlösa en reaktion av den autoimmuna sjukdomen. Varken Parada eller de andra bandmedlemmarna hyste något agg mot varandra gällande beslutet att Parada inte skulle turnera. Noodles och Dexter Holland använde sig under en tid av andra trumslagare när de turnerade med The Offspring och Noodles poängterade att de inte hade avskedat Parada från bandet. Paradas sista konsert med The Offspring var den 14 mars 2020 i Santiago de Chile, Chile. År 2023 utannonserades det att Brandon Pertzborn hade tagit över rollen som trumslagare i The Offspring. Samma år var Parada med och grundade bandet The Defiant. 
Parada har även samarbetat med artisterna Steel Prophet, Engine, Ali Handel, Halford, Reed Black, Jackson United, Alkaline Trio, Death Valley High, Armed for Apocalypse, Hot Mess, Devo, Oceanography och Pool.